# Abstractor
Abstractor es el concepto que define la suma de toda la información contenida en el Universo, en cualquiera de sus estados posibles:  Información, Energía, Materia. (Teoría IEM).
La información pura es la abstracción final de cualquier sustancia, tanto en forma material como en forma energética, definida por el Principio de Abstracción y Variabilidad.
Como ejemplo, sabemos que la abstracción de una hoja vegetal de un árbol es una rama de árbol, la abstracción de la rama es el árbol, la abstracción de árbol es bosque, la abstracción de bosques es biosfera, y así sucesivamente hasta llegar a la abstracción final de todo el Universo o Abstractor.
En Física, el Abstractor es el punto llamado singularidad inicial del Big Bang.
El Universo en su evolución de expansión, aumento de la entropía y flecha del tiempo, va pasando por los estados de Información, Energía y Materia. La relación que existe entre Materia y Energía la define la ecuación de Einstein E = m·c², mientras que la relación que hay entre Materia e Información la define el Principio Holográfico. La Materia sería una condensación de Energía, y esta a su vez una condensación de Información.
Cada uno de los estado presenta unas leyes lógicas diferentes, pero contenidas en la anterior, la Materia se rige por la Lógica Clásica, la Energía se rige por la Lógica Cuántica, mientras que la Información pura se rige por la lógica del Abstractor.
La condensación de estados va creando un aumento de la complejidad en las estructuras del Universo, pasando de Materia Inerte, Materia Orgánica, Estrellas, Galaxias, Vida, Consciencia, etc.
El Abstractor en el Universo viene definido por:
- Condiciones Iniciales
- Las Constantes
- Las Rupturas de Simetrías
- Las Leyes
- Las Interacciones (Fuerzas)
- Y por la Ecuación Global Matemática del Universo. (Max Tegmark).

Si nuestro Universo solo fuera una parte de un Multiverso mayor, entonces el Abstractor sería un caso particular de un Meta-Abstractor.